# Каримова, Турсуной Рахматулаевна
Турсуной Рахматулаевна Каримова — советский хозяйственный, государственный и политический деятель.

## Биография
Родилась в Андижане в 1925 году. Член КПСС.
С 1939 года — на хозяйственной, общественной и политической работе. В 1939—1994 гг. — колхозница, председатель колхоза имени Сталина Ленинского района Андижанской области, первый секретарь Андижанского, Ходжиабадского, Алтынкульского райкомов КП Узбекистана, секретарь партийного комитета Андижанского производственного управления, заместитель министра сельского хозяйства Узбекской ССР, заместитель председателя Андижанского облисполкома, председатель Андижанского областного совета профсоюзов, председатель Андижанского областного совета ветеранов.
Избиралась депутатом Верховного Совета СССР 2-го, 3-го и 4-го созывов, Верховного Совета Узбекской ССР 6-го, 7-го созывов, народным депутатом Узбекской ССР.
Умерла в 1998 году.